# Olga Mötteli
Olga Johanna Mötteli (* 31. Mai 1886 in Frauenfeld; † 15. April 1944 in Zürich) war eine Thurgauer Naturforscherin, Poetin und Autorin.

## Leben & Werk
Olga Mötteli wuchs als Einzelkind ihrer Eltern Johann Jakob Mötteli (1853–1897) und Maria Albertine Keller (1860–1907) in Romanshorn und ab 1893 in Frauenfeld auf. Ab 1900 besuchte sie die Mädchensekundarschule in Frauenfeld. 1912 besuchte sie das Institut Reifenstein. Nach dem frühen Tod beider Eltern blieb sie zeitlebens im Elternhaus an der Spannerstrasse 22 in Frauenfeld wohnen – zusammen mit einem Dienstmädchen und einer Haushalthilfe. Sie lebte vom Erbe ihrer Eltern.
Olga Mötteli war vielseitig interessiert. Sie schrieb Gedichte und Schauspiele, malte und zeichnete, befasste sich mit Thurgauer Geschichte und Kultur und zeigte ein besonderes Interesse für die Natur. 1917 trat sie der Thurgauischen Naturforschenden Gesellschaft (TNG) bei. Aufgrund einer entzündlichen Wirbelsäulenerkrankung war sie regelmässig, über längere Zeit ans Krankenbett gebunden, von wo aus sie sich autodidaktisch weiterbildete. Im Fachgebiet Botanik wird sie dabei von Heinrich Wegelin (1897 – 1939), Konservator der naturwissenschaftlichen Abteilung im Thurgauischen Museum unterstützt. Unter seiner Leitung arbeitete sie sich u. a. in die Abteilung der Laubmoose ein und betätigte sich auch als Sammlerin dieser Pflanzengruppe. Von 1920 bis 1930 betreute sie die Moossammlung des Naturmuseums Thurgau und baute sie weiter aus. 1928 nahm sie mit einer Auswahl von Belegen aus der Lokalflora der Thurgauer Laubmoose an der Schweizerischen Ausstellung für Frauenarbeit (SAFFA) teil.
Ab 1932 arbeitete Olga Mötteli regelmässig in der naturwissenschaftlichen Abteilung des Thurgauischen Museums. Sie half bei der Betreuung der Sammlungen und vermittelte auf Führungen durchs Haus ihr wachsendes naturkundliches Wissen dem Museumspublikum. Daneben erforschte sie die thurgauische Schneckenfauna und baute von 1933 bis 1935 die Thurgauer Molluskensammlung auf. Zu diesen Forschungstätigkeiten publizierte sie 1936 den Aufsatz Schnecken und Muschen des Kantons Thurgau in den Mitteilungen der Thurgauischen Naturforschenden Gesellschaft. Nach Heinrich Wegelins altersbedingtem Kürzertreten übernahm sie 1936 die Betreuung der naturhistorischen Abteilung des Thurgauischen Museums, heute Naturmuseum Thurgau. Damit war sie die erste Frau in der Schweiz, die ein Naturmuseum leitete. 1940 starb ihr langjähriger Lehrer Heinrich Wegelin. Zusammen mit ihrer Assistentin Margot Wehrli stellte Olga Mötteli die von Wegelin begonnene Publikation Die Flora der Kantons Thurgau fertig und publizierte sie.
Neben ihrem naturwissenschaftlichen Engagement betätigte sich Olga Mötteli auch literarisch: 1919 erschien beim Verlag Huber in Frauenfeld ihr erster Gedichtband, 1947, posthum, ein weiterer. Sie schrieb Beiträge für die Thurgauer Zeitung, Märchenspiele für Kinder, Theaterstücke für Kirchgemeindeabende und je eine Biografie über die beiden Naturforscher Oswald Heer und Arnold Escher von der Linth. Weiter führte sie einen Lesezirkel, in dessen Rahmen sie auch kunstgeschichtliche Vorträge hielt.
Der frühe Verlust ihrer Eltern und ihre zeitlebens angeschlagene Gesundheit führten dazu, dass Olga Mötteli immer wieder Phasen von Einsamkeit und Depression erlebte. Eine solche führte sie im Februar 1944 in die Anstalt für Epileptische in Zürich, wo sie sich im Verlauf des Klinikaufenthalts am 15. April 1944 das Leben nahm.

## Werke
Dank. Gedichte. Frauenfeld: Verlag Huber, 1919
Schnecken und Muscheln des Kantons Thurgau (Mitteilungen der Thurgauischen Naturforschenden Gesellschaft, Heft 30, 1936), S. 4–38
Oswald Heer: Aus dem Leben und Wirken eines schweizerischen Naturforschers. Zürich: Gute Schriften, 1938
Aus dem Leben des schweizerischen Geologen Arnold Escher von der Linth (1940)
Gedichte. Frauenfeld: Verlag Huber, 1947